# Pannaikadu
Pannaikadu è una suddivisione dell'India, classificata come town panchayat, di 9.396 abitanti, situata nel distretto di Dindigul, nello stato federato del Tamil Nadu. In base al numero di abitanti la città rientra nella classe V (da 5.000 a 9.999 persone).

## Geografia fisica
La città è situata a 10° 16' 49 N e 77° 35' 55 E.

## Società

### Evoluzione demografica
Al censimento del 2001 la popolazione di Pannaikadu assommava a 9.396 persone, delle quali 4.776 maschi e 4.620 femmine. I bambini di età inferiore o uguale ai sei anni assommavano a 882, dei quali 431 maschi e 451 femmine. Infine, coloro che erano in grado di saper almeno leggere e scrivere erano 6.907, dei quali 3.815 maschi e 3.092 femmine.